# 北关区
北关区是中华人民共和国河南省安阳市北部一个市辖区。面积59平方公里，总人口約33万人，区人民政府驻灯塔路。
目前下辖：红旗路街道、灯塔路街道、解放路街道、豆腐营街道、洹北街道、彰东街道、彰北街道、曙光街道、民航街道和柏庄镇。

## 行政区划
北关区下辖9个街道办事处、1个镇：
红旗路街道、解放路街道、灯塔路街道、豆腐营街道、洹北街道、彰东街道、彰北街道、民航路街道、曙光路街道和柏庄镇。

## 人口
根據第七次全國人口普查數據，截至2020年11月1日零時，北關區常住人口327762人    。

## 交通
- 京广铁路：安阳站
- 安阳汽车东站
- 安阳长途汽车站

## 商业
解放大道、红旗路为安阳市区主要的商业街区，灯塔路、永安街沿线亦集中了很多小吃店。

### 大型超市和百货商场
- 沃尔玛购物广场
- 凯德广场
- 卫东购物广场
- 美丽华购物广场
- 华润万家超市

## 与其他市辖区的分界线
- 文峰区：文峰大道-彰德路-解放大道-东风路-灯塔路-平原路-人民大道。
- 殷都区：京广铁路